# 詹姆斯·斯坦伯格
詹姆斯·布雷迪·斯坦伯格（英語：James Braidy Steinberg，1953年5月7日—），是美國學術和政治顧問，前美國副國務卿，現任约翰斯·霍普金斯大学保羅·H·尼采高級國際研究學院院長。早期是雪城大學麦克斯韦公民与公共事务学院教授。

## 平生

### 早年
斯坦伯格出生於馬薩諸塞州波士頓猶太家庭 。畢業於菲利普斯學院（1970年）、哈佛大學（1973年） 和耶鲁法学院（1978年），曾任英國倫敦国际战略研究所美國戰略政策高級研究員（1985年-1987年）以及兰德公司高級分析師（1989年-1993年）。

### 競選工作
在吉米·卡特就任總統全國選舉期間，斯坦伯格參與卡特-蒙代爾競選總統活動。還擔任邁克爾杜卡基斯1988年競選活動外交政策顧問。

### 柯林頓政府
斯坦伯格在1994年至1996年曾擔任美國國務院政策規劃辦公室主任，隨後擔任比爾·柯林頓總統副国家安全顾问（1996年12月至2001年）。也曾在国家安全改革项目任職。

### 奥巴马政府
2009年1月28日獲得參議院批准，並於隔天就任美國副國務卿。
作為副國務卿和希拉里·克林頓國務卿的首席副手。斯坦伯格特別創造“戰略保證”一詞來形容中美關係，暗示美國應該向中國保證歡迎中國崛起。中國將向美國及其鄰國保證，不會與其他利益發生衝突。

## 個人生活
斯坦伯格與謝伯恩·B·阿博特（Sherburne B. Abbott）結婚，是雪城大學負責永續發展計畫的副總裁兼永續發展科學與政策教授。有兩個女兒，珍娜和艾瑪。